# Ladislav Pittner
Ladislav Pittner (ur. 18 maja 1934 w Malackach, zm. 15 sierpnia 2008 w Bratysławie) – czechosłowacki dysydent, słowacki polityk chrześcijańsko-demokratyczny.

## Życiorys
W młodości należał do Akcji Katolickiej, za co został uwięziony w 1951 (w areszcie przebywał do 1953). Po ukończeniu w trybie zaocznym szkoły średniej w 1965 studiował w Wyższej Szkole Ekonomicznej w Bratysławie, którego absolwentem został w 1970. Pięć lat później uzyskał stopień kandydata nauk. Od 1967 był zatrudniony w Instytucie Gospodarki i Organizacji Budownictwa.
Po upadku komunizmu w 1990 przystąpił do Ruchu Chrześcijańsko-Demokratycznego, którego członkiem pozostał do 2000. W 1990 po raz pierwszy został wybrany posłem do Słowackiej Rady Narodowej. Mandat odnawiał w latach 1992, 1994, 1998 i 2002. Trzykrotnie pełnił obowiązki ministra spraw wewnętrznych (1990–1992, 1994 i 1998–2001).
W 2000 przystąpił do Słowackiej Unii Chrześcijańskiej i Demokratycznej. Stał na czele Konfederacji Więźniów Politycznych Słowacji (2001–2003). W drugim rządzie Mikuláša Dzurindy był szefem Słowackiej Służby Wywiadowczej (2003–2006).
Był żonaty, miał czwórkę dzieci. Zmarł w bratysławskim szpitalu na zawał serca, pogrzeb odbył się 22 sierpnia.